# Iglesia de Santa María dell'Itria (Trapani)
La iglesia de Santa Maria dell'Itria es una iglesia de Trapani, ubicada en via Garibaldi.
Se llama comúnmente Santa Rita porque allí se veneran santa Rita de Casia y las reliquias del venerable Fra Santo di San Domenico.

## Historia

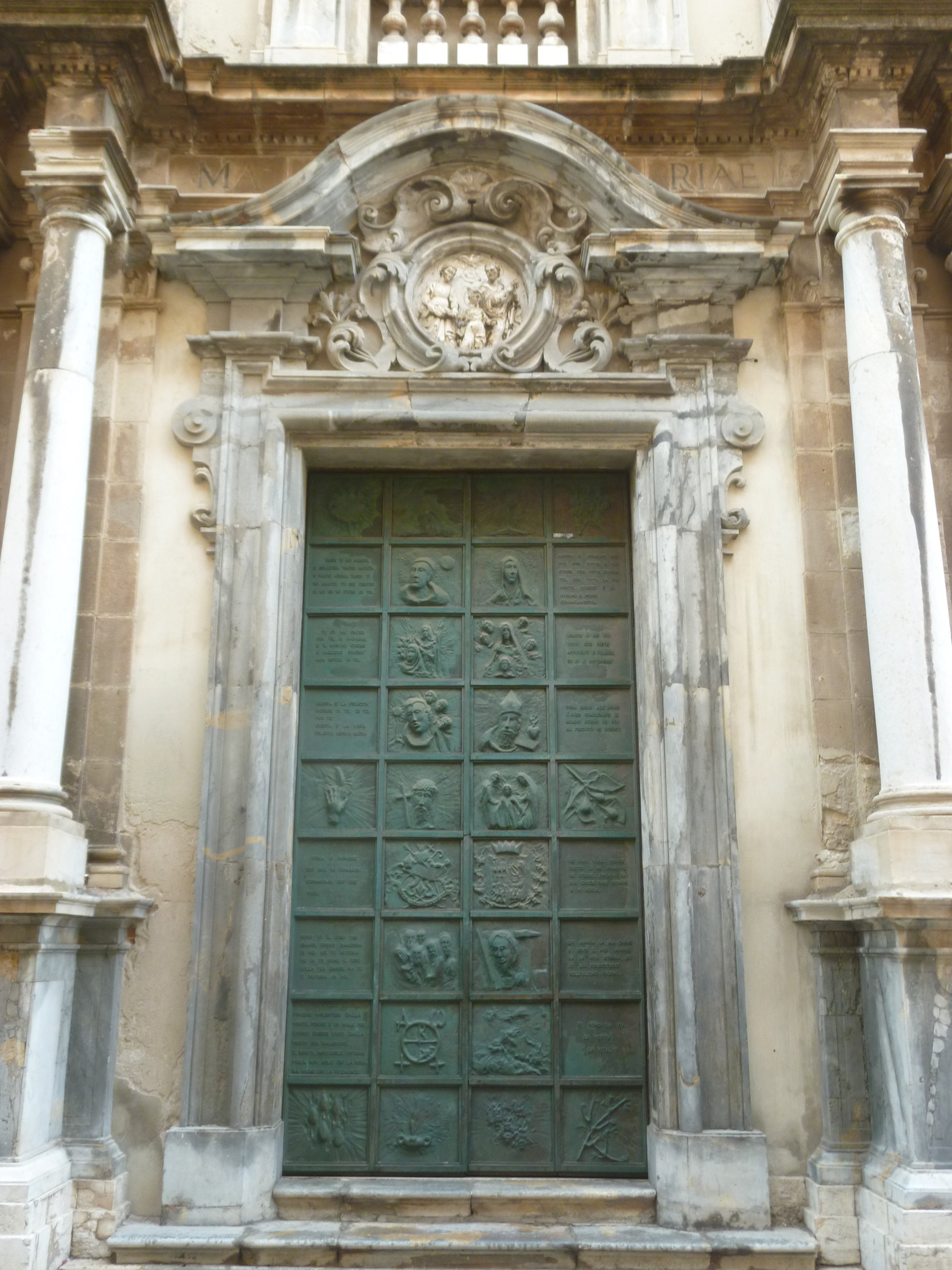
Portal.

Un ejemplo notable del barroco siciliano, fue construido junto con el convento por los agustinos descalzos que en 1621 obtuvieron la iglesia ya existente de la Cofradía de Santa María dell'Itria.  
Durante la peste que azotó Trapani en 1624, 17 de los 18 frailes del convento resultaron infectados y perdieron la vida.
El 29 de enero de 1687 se celebró su consagración solemne presidida por Bartolomeo Castelli, obispo de la diócesis de Mazara del Vallo.

## Exterior
La fachada de 1745 es de Pietro Castro. En los nichos enmarcados por columnas corintias colocadas en los dos órdenes de la fachada, albergaba cuatro estatuas que representaban a los cuatro primeros frailes canonizados de la Orden Agustina, atribuidas al escultor de Trapani Cristoforo Milanti: San Agustín de Hipona, Santo Tomás de Villanova, San Nicolás de Tolentino y San Giovanni da Sahagún. Los objetos fueron derribados durante los trabajos de restauración de la fachada realizados en 1827.

## Interior

### Nave derecha
- Primer tramo: Capilla de Maria Santissima dell'Odigitria. En el edículo está documentada la pintura que representa a Santa María de Odigitria, obra de Giuseppe Felice.[3] Pequeño cuadro que representa a María Santísima del Belvedere. Debajo de la mesa se guarda el cuerpo del mártir San Concordio.
- Segundo tramo: Capilla de la Concepción. En el quiosco está documentado el cuadro que representa la Inmaculada Concepción, obra de Giuseppe Felice.[3] Pequeño cuadro que representa a Santa Rita. Debajo de la mesa se guarda el cuerpo del mártir San Celestino .
- Tercer tramo: Capilla de Sant'Agostino. En el quiosco está documentado el cuadro que representa el Éxtasis de San Agustín, obra de Antonio Novelli conocido como monrealese. Estatuilla de la Santísima María de Trapani. El cuerpo del mártir San Severino se guarda debajo de la mesa.

### Nave izquierda
- Primer tramo: Capilla del Arcángel Rafael. En el quiosco está documentado el cuadro que representa el Arcángel Rafael y Tobías, obra de Giuseppe Felice . Cuadro que representa el Sagrado Corazón de Jesús de la escuela romana. Debajo de la mesa se guarda el cuerpo del mártir San Fortunato.[3]
- Segundo tramo: Capilla del Santo Crucifijo. En la pared se encuentra el Crucifijo de Pietro d'Orlando rodeado de grandes relicarios. Al pie del artefacto hay una estatua que representa a María Santissima Addolorata. El cuerpo del mártir San Vittorino se guarda debajo de la mesa. La sala está delimitada por una balaustrada.
- Tercer tramo: Capilla de San Nicolò di Tolentino. En el quiosco está documentado el cuadro que representa el Éxtasis de San Nicolò di Tolentino, obra de Andrea Carreca. Pequeño cuadro que representa a María Santissima della Salute. El cuerpo del mártir San Severo se guarda debajo de la mesa.
  - Púlpito.

### Presbiterio
Altar mayor de mármol realizado por trabajadores napolitanos. En la hornacina se encuentran las estatuas que representan a Jesús, José y María, obra del escultor Andrea Tipa. Bajo el altar se encuentra San Vicente mártir. A los lados dos grandes relicarios realizados sobre grandes losas de piedra del suroeste. Entorno cerrado por balaustrada.

## Obras
En el interior de la iglesia se encuentran obras de Andrea Tipa (siglo XVIII), un crucifijo de Pietro Orlando (siglo XVII),  un lienzo de San Agustín de Pietro Novelli (siglo XVII), el cuadro de San Nicolò da Tolentino de Andrea Carreca  (siglo XVII)) y pinturas de Giuseppe Felice (siglo XVII).
- Siglo XVII, Arcángel Rafael y Tobías, Madonna dell'Itria, Inmaculada Concepción, ciclo de pinturas, obras de Giuseppe Felice.[5]

## Sacristía
Sacristía con armario de ciprés y nogal. En la sala está documentado el gran cuadro que representa a Dios ofreciendo el Niño Jesús a San José y María, obra de Domenico La Bruna.

## Convento
El convento anexo a la iglesia fue confiscado por el Estado después de 1861. Desde 1923 alberga el instituto científico Vincenzo Fardella.

### Oratorio
- Oratorio de la Santísima Virgen bajo el título de «Presentación al Santo Templo de Jerusalén» sede del noviciado. El cuadro que representa a la Santísima Virgen está documentado en el ambiente bajo el título de " Presentación de María en el Sagrado Templo de Jerusalén ", obra de Domenico La Bruna.
- Oratorio de la Santísima Virgen bajo el título de «Belvedere» . En el entorno se documentan las siguientes pinturas: Concepción, Nacimiento, Imposición del Nombre de María, Presentación en el Templo, Anunciación, Visitación a Santa Isabel, Nacimiento del Niño Jesús, Purificación de María Santísima, Huida a Egipto, Muerte de María Santísima y el gran cuadro que representa ' Asunción de María Santísima al cielo, ciclo creado por Domenico La Bruna y completado por Vincenzo Brunetti.

## Hermandad de Santa María dell'Itria
Asociación que tiene su sede en el lugar de culto.